# True Justice
True Justice è una serie televisiva statunitense composta da 26 episodi, andata in onda in anteprima assoluta tra il 2011 e il 2012 sul canale spagnolo Nitro.
In Italia la serie è stata inizialmente distribuita in sei DVD e Blu-ray Disc distribuiti dalla Eagle Pictures a partire dal 9 novembre 2011 e successivamente trasmessa dal canale della piattaforma Mediaset Premium Premium Crime a partire dal 28 novembre 2011. In chiaro è trasmessa su Italia 1 a partire dal 12 gennaio 2012.
Protagonista della serie è Steven Seagal che interpreta Elijah Kane, capo delle forze speciali statunitensi.

## Trama
Il capo delle forze speciali statunitensi, Elijah Kane segue un gruppo di agenti sotto copertura per trovare e arrestare i criminali.

## Episodi
Le due stagioni della serie sono originariamente composte da tredici episodi della durata di 45 minuti ciascuno. In Italia è stato invece deciso di dividerle in 6 film per la televisione che racchiudono due episodi originali della stagione.
| Stagione         | Episodi | Prima TV originale | Prima TV Italia |
| ---------------- | ------- | ------------------ | --------------- |
| Prima stagione   | 13      | 2011               | 2011-2012       |
| Seconda stagione | 13      | 2012               | 2013            |